# Косово (Північна Македонія)
Косово (мак. Косово) — село в Північній Македонії в общині Македонськи-Брод. Розташоване в регіоні Поріччя.

## Галерея

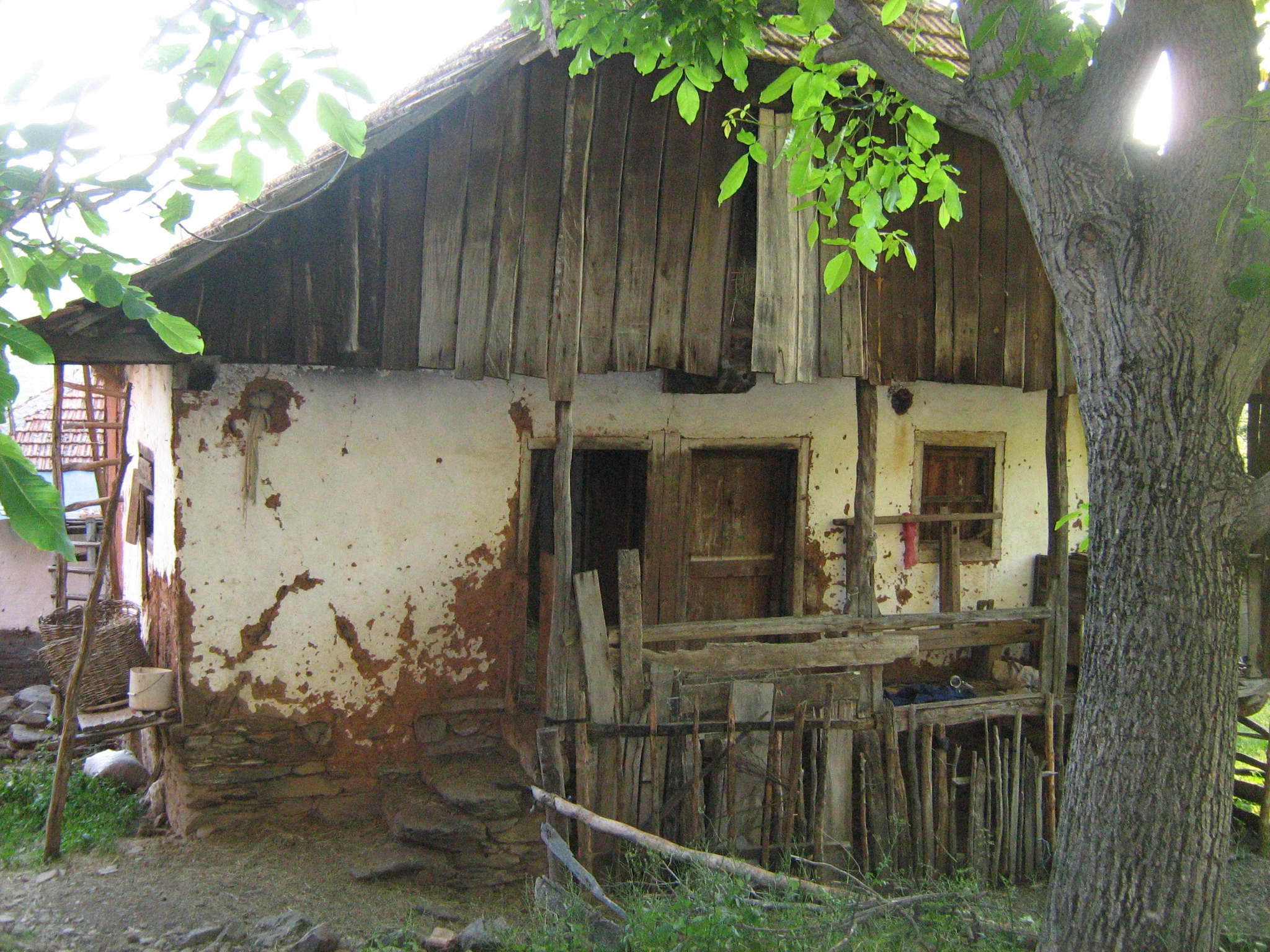
Будинок в с. Косово
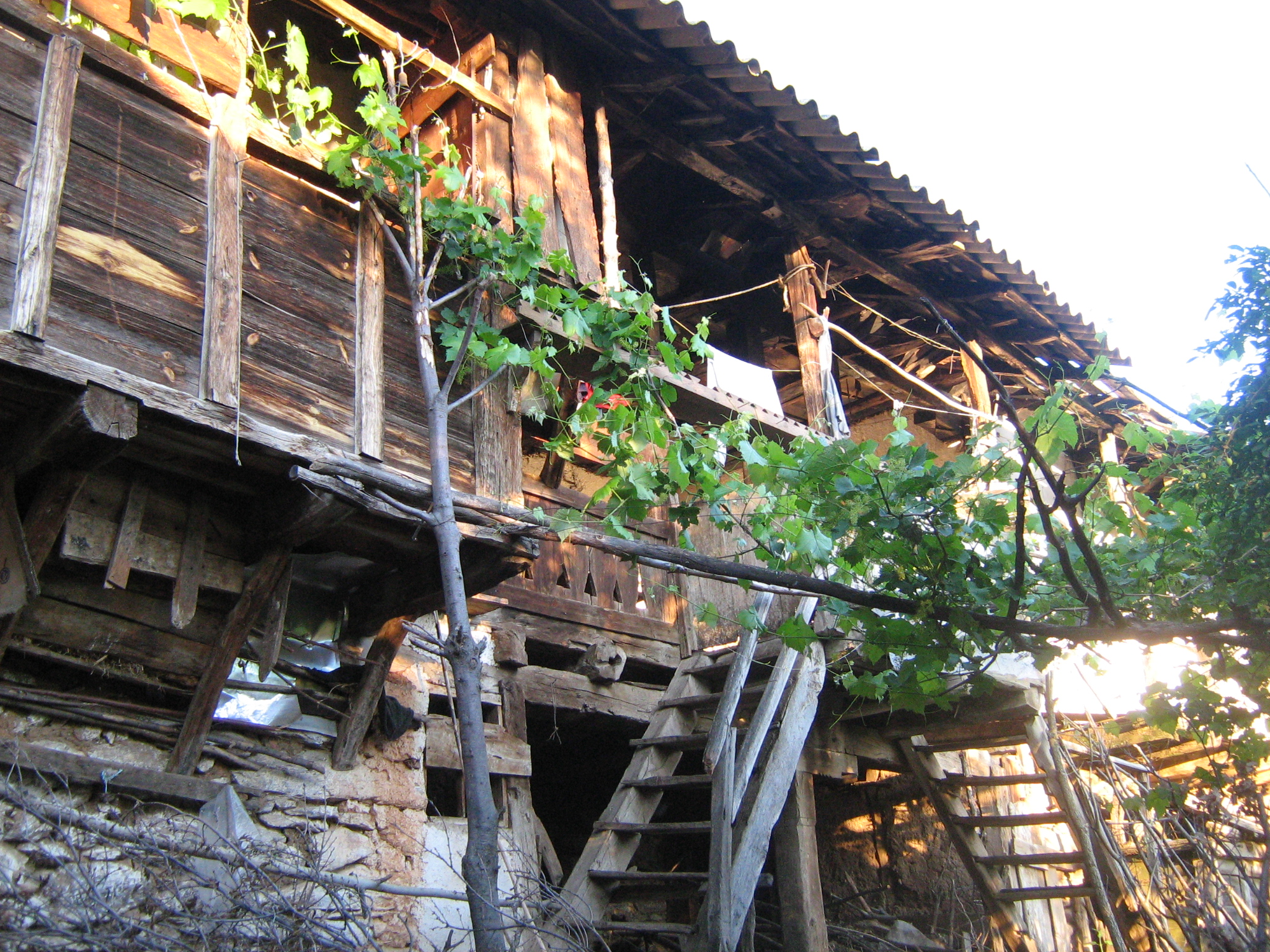
Будинок в с. Косово
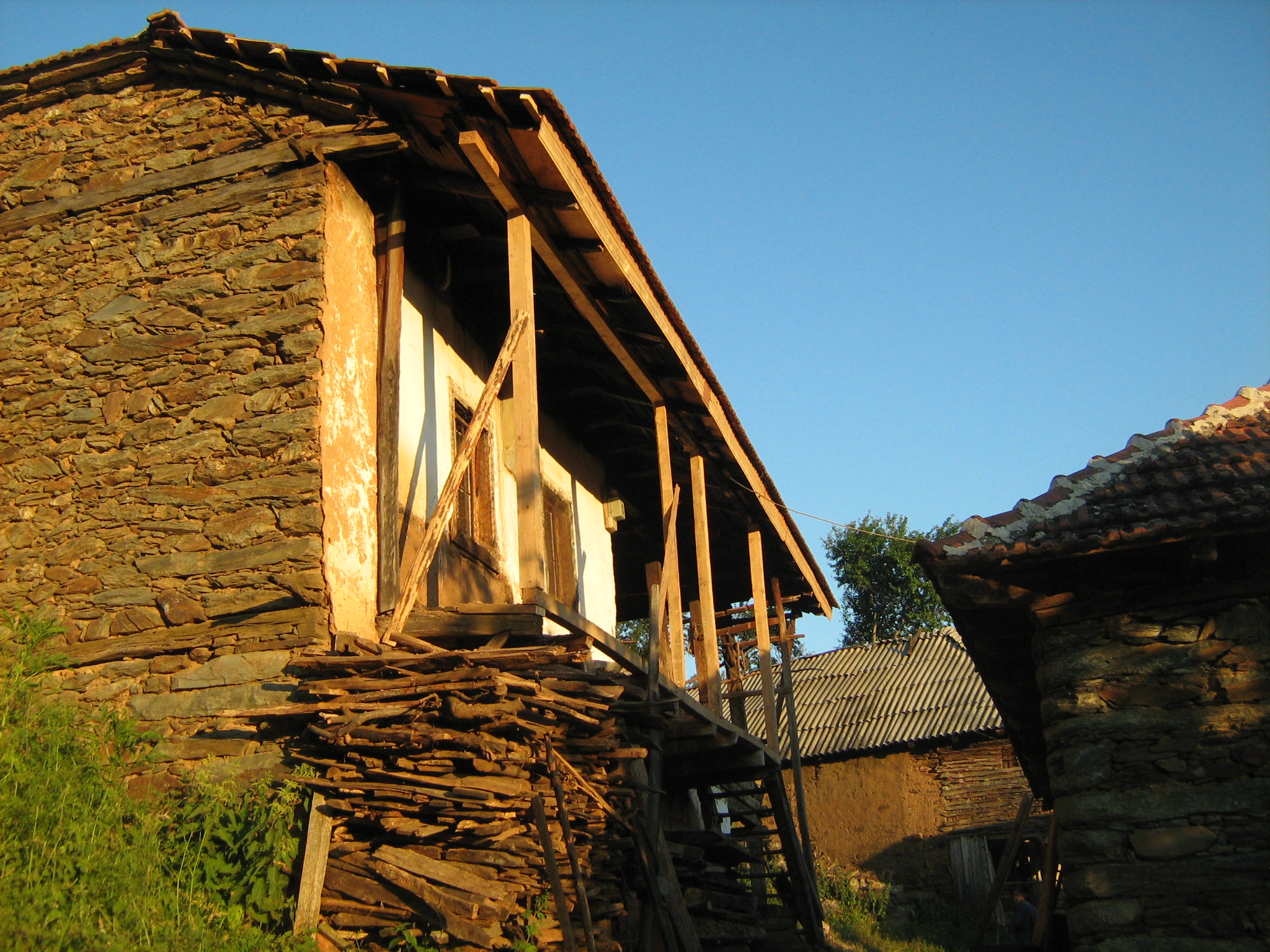
Будівлі в с. Косово
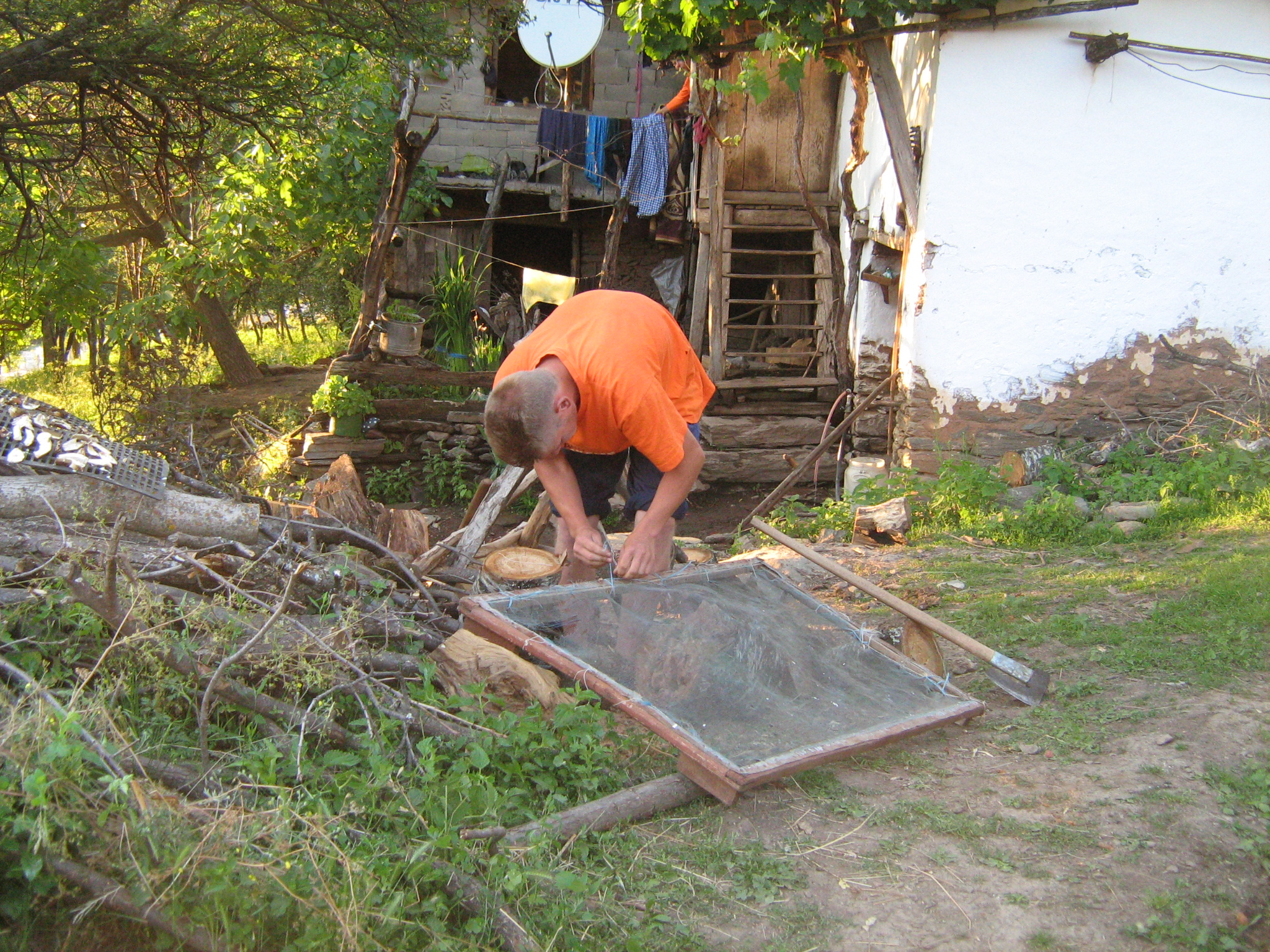
Підготовка до сушіння грибів
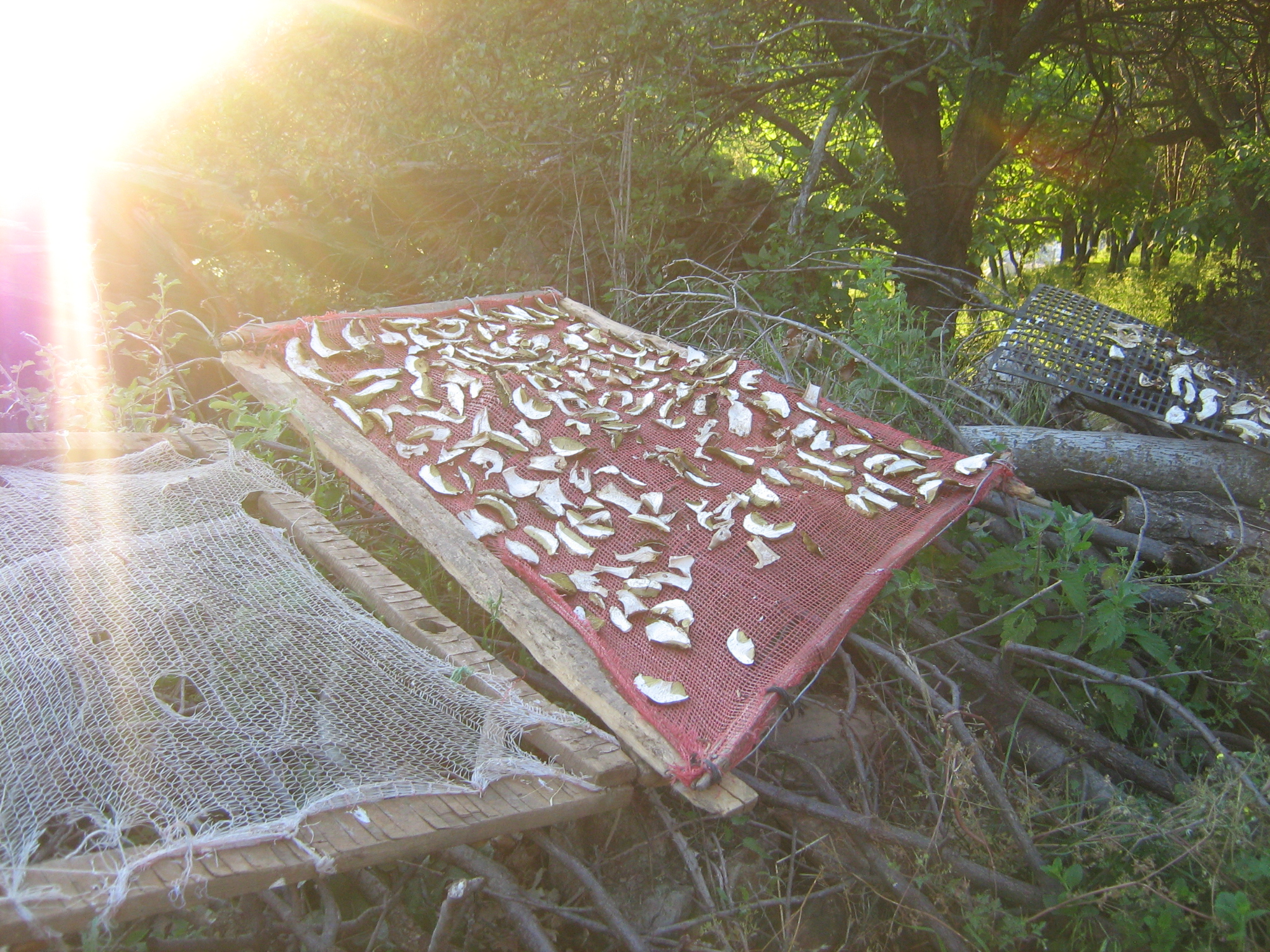
Процес сушіння грибів у с. Косово
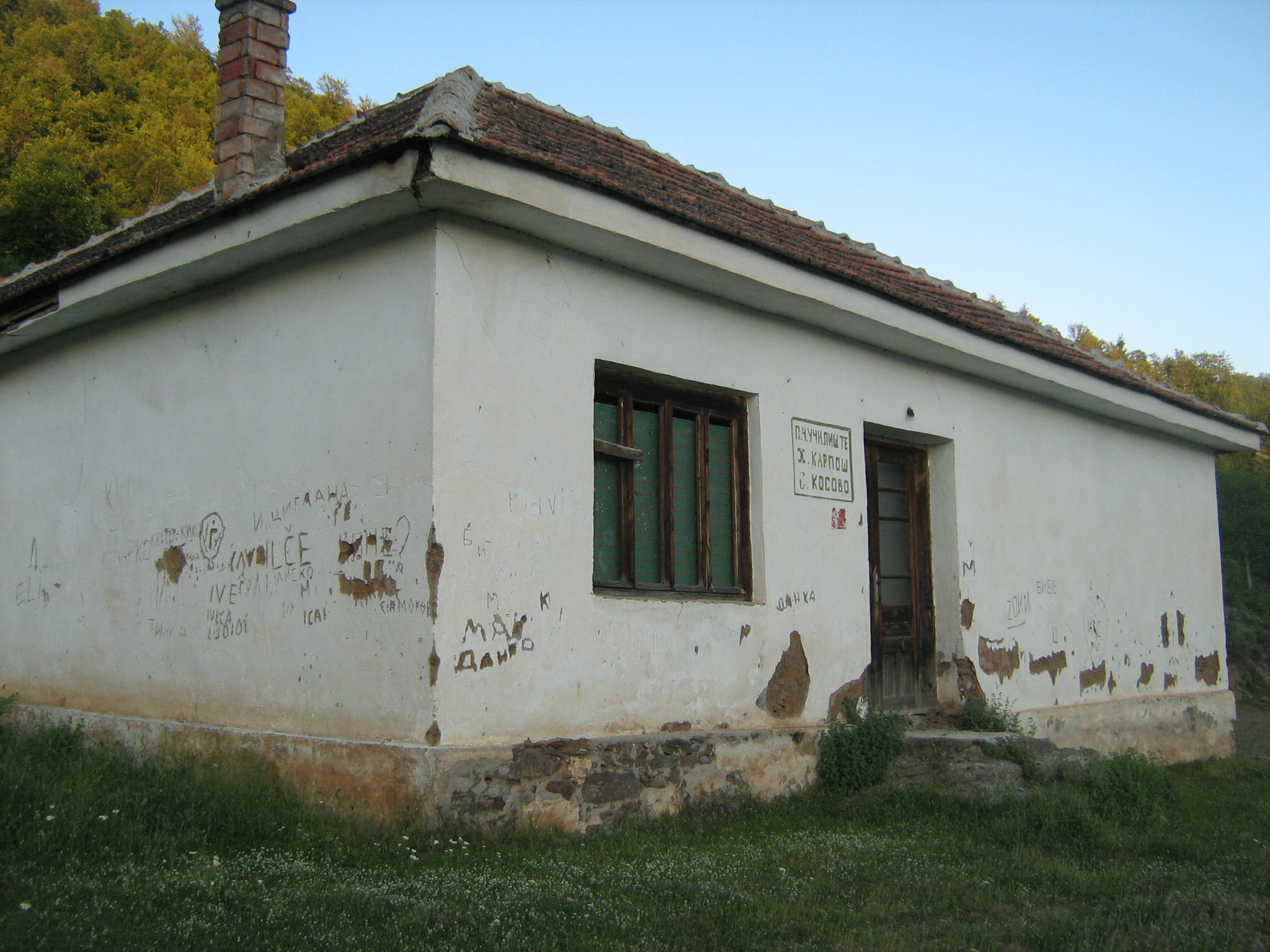
Будівля чотирирічної початкової школи "Християн Тодоровскі Карпош", поблизу якої знаходиться джерело "Горник"
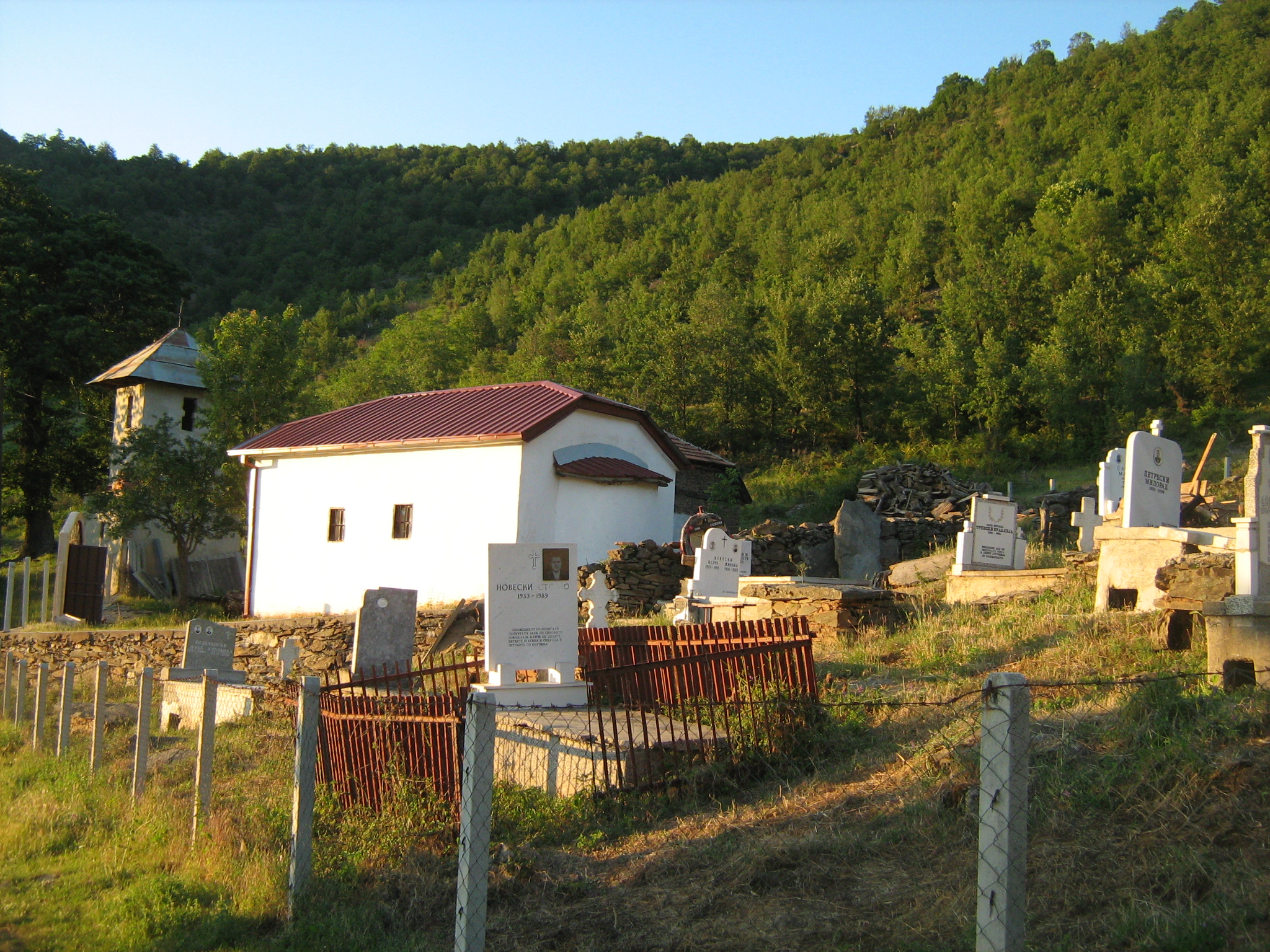
Сільське кладовище

.
| Північна Македонія | Це незавершена стаття з географії Північної Македонії. Ви можете допомогти проєкту, виправивши або дописавши її. |